# Karel Stuart, vévoda z Kendalu
Karel Stuart, vévoda z Kendalu (4. července 1666 – 22. května 1667) byl třetím synem krále Jakuba II. Stuarta (v té době vévoda z Yorku) a jeho první manželky Anny Hydeové.
Karel se narodil dne 4. července 1666 v St James's Palace v Londýně. Jeho kmotrem se stal jeho tříletý bratr Jakub, jeho nelegitimní bratranec James Scott a Emilia Butler. Jeho strýc a v té době král, Karel II. Stuart, pro něj připravil tituly vévody z Kendalu, hraběte z Wingmore a barona z Holdenby. Ani jeden mu však nebyl oficiálně udělen. Ze zemřel 22. května 1667 ve věku pouhých 10 měsíců. O osm dní později byl pohřben ve Westminster Abbey.